# Neues Schloss (Baden-Baden)

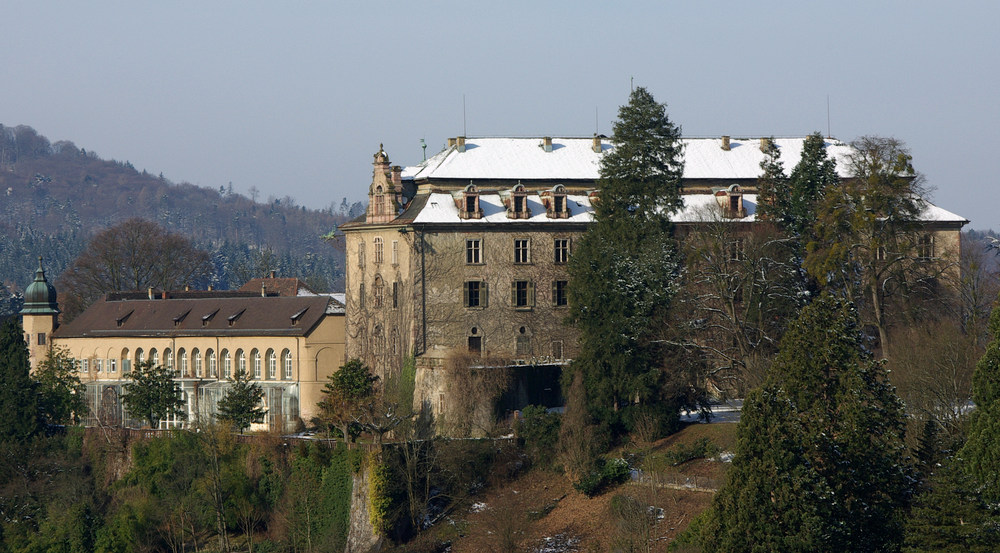
Ansicht des Neuen Schlosses von Südosten (2009)

Das Neue Schloss auf dem Florentinerberg in Baden-Baden war vom späten 15. bis zum Ende des 17. Jahrhunderts Sitz der Markgrafen von Baden bzw. ab 1535 der Markgrafen von Baden-Baden. Es ist als Burganlage aus dem Spätmittelalter mehrfach umgebaut und erweitert worden. Heute befindet sich das denkmalgeschützte Gebäude im Besitz kuwaitischer Investoren, welche das Schloss zu einem Luxushotel umbauen wollten.

## Architektur

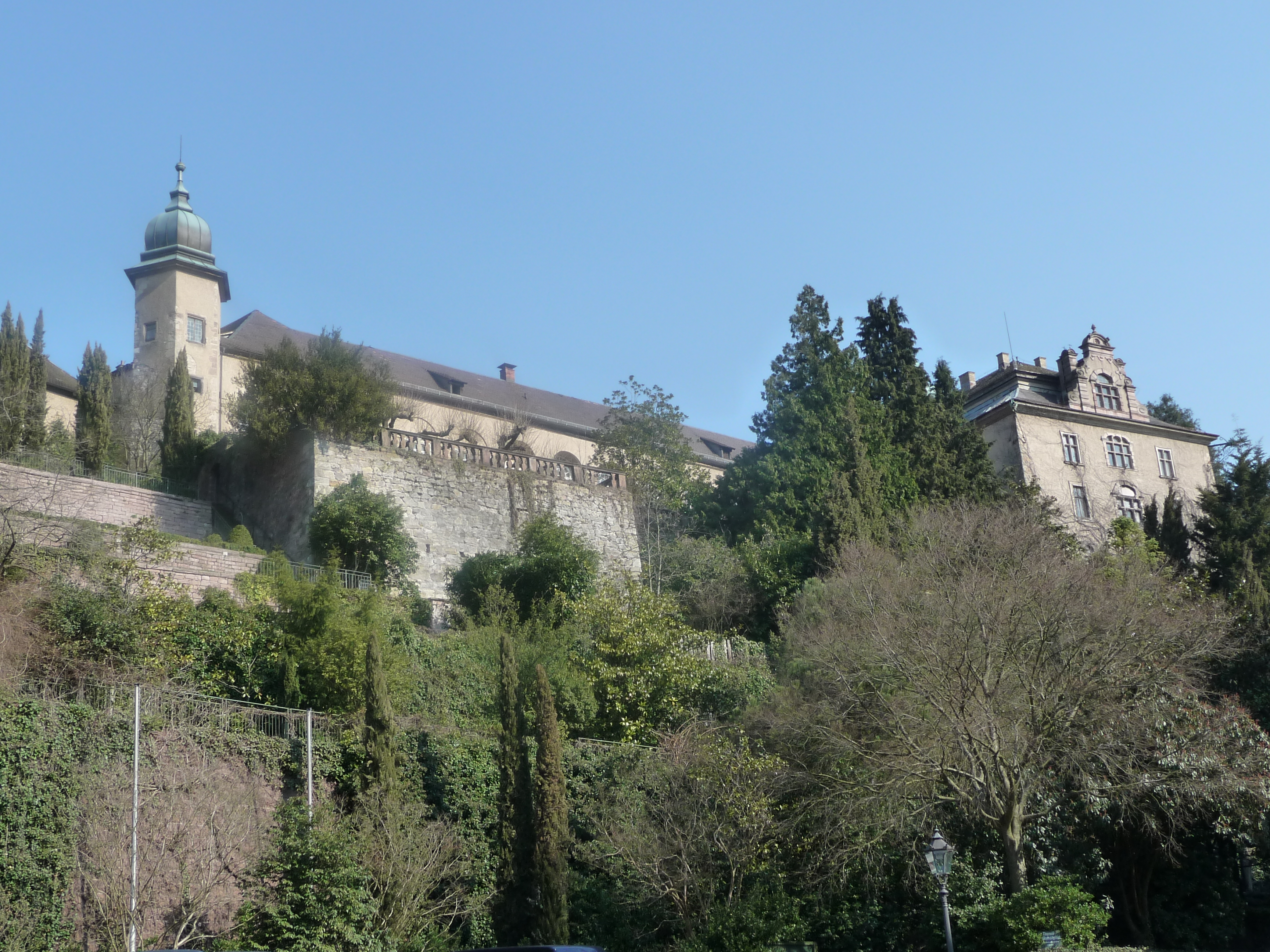
Anblick vom Marktplatz auf das Neue Schloss

Bedeutende Gebäudeteile sind das dreigeschossige Hauptschloss, der Remisenbau, der Küchenbau und der Archivturm (alle Renaissance-Bauten aus dem 16. Jahrhundert) sowie das Kavaliershaus im Schlosshof (1709), der durch ein in westlicher Richtung gelegenes Torhaus aus dem 15. Jahrhundert betreten wird. Ein Schlossgarten mit seltenen Pflanzen und Bäumen grenzt das Neue Schloss nach Osten hin ab. Von dessen 130 Meter langer Aussichtsterrasse (1670 angelegt) gelangt man auf Terrassengärten mit einer Vielzahl exotischer Pflanzen. Die Parkanlage umfasst rund 5,5 Hektar.

## Geschichte
Zwischen 1388 und 1399 lässt sich die Entstehung einer Schlossanlage auf älteren Mauern oberhalb des Marktplatzes der Stadt Baden eingrenzen. Diese hatte in der zweiten Hälfte des 13. Jahrhunderts das Stadtrecht verliehen bekommen. Um 1479 baute Markgraf Christoph I. die Anlage zur Residenz um, womit sie die Nachfolge von Schloss Hohenbaden antrat. Seit 1529 beherbergte das Neue Schloss das Archiv der Markgrafen von Baden.
Nachdem das Schloss von den Truppen des französischen Königs Ludwig XIV. 1689 im Pfälzischen Erbfolgekrieg ausgebrannt worden war, erbaute der Markgraf Ludwig Wilhelm mit dem Schloss Rastatt (1697–1702) eine neue Residenz und verlegte seinen Wohnsitz 1702 und den Regierungssitz 1705 nach Rastatt.
Unter Einbeziehung der noch vorhandenen Außenmauern wurde das Neue Schloss in Baden-Baden im frühen 18. Jahrhundert wieder aufgebaut. Im 19. Jahrhundert diente es den Großherzögen als Sommerresidenz. Großherzog Leopold ließ 1843–47 das Schloss von Friedrich Theodor Fischer restaurieren. Die Repräsentationsräume wurden historistisch im Stil der Renaissance ausgestaltet. Um 1900 zeigte der Schlosskastellan zahlenden Besuchern die Festsäle und die großherzoglichen Wohnräume, den sogenannten Dagobertturm, einen im Zweiten Weltkrieg zerstörten Pavillon mit Wendeltreppe aus der Zeit nach 1575, und die Kellergewölbe „mit steinernen und eisernen Türen, wahrscheinlich ehemalige Kerker“. Der Schlossgarten war  ständig unentgeltlich geöffnet.
Bei der Trennung von Haus- und Staatsvermögen nach der Novemberrevolution wurde 1919 das Neue Schloss dem Haus Baden als Privateigentum zugesprochen. Es nahm die dem ehemaligen regierenden Haus überlassenen Kunstschätze aus den anderen Schlössern auf, darunter die Bestände des älteren Zähringermuseums aus dem verstaatlichten Schloss Karlsruhe.

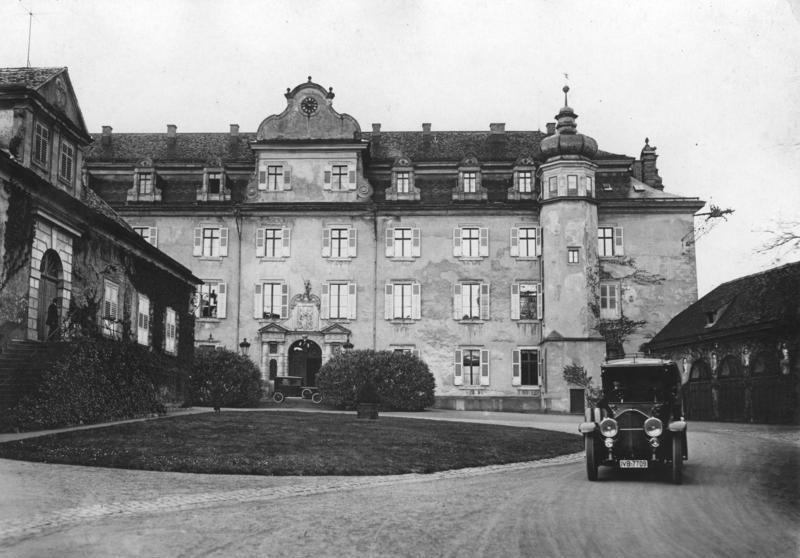
Innenhof des Neuen Schlosses, Aufnahme von 1923

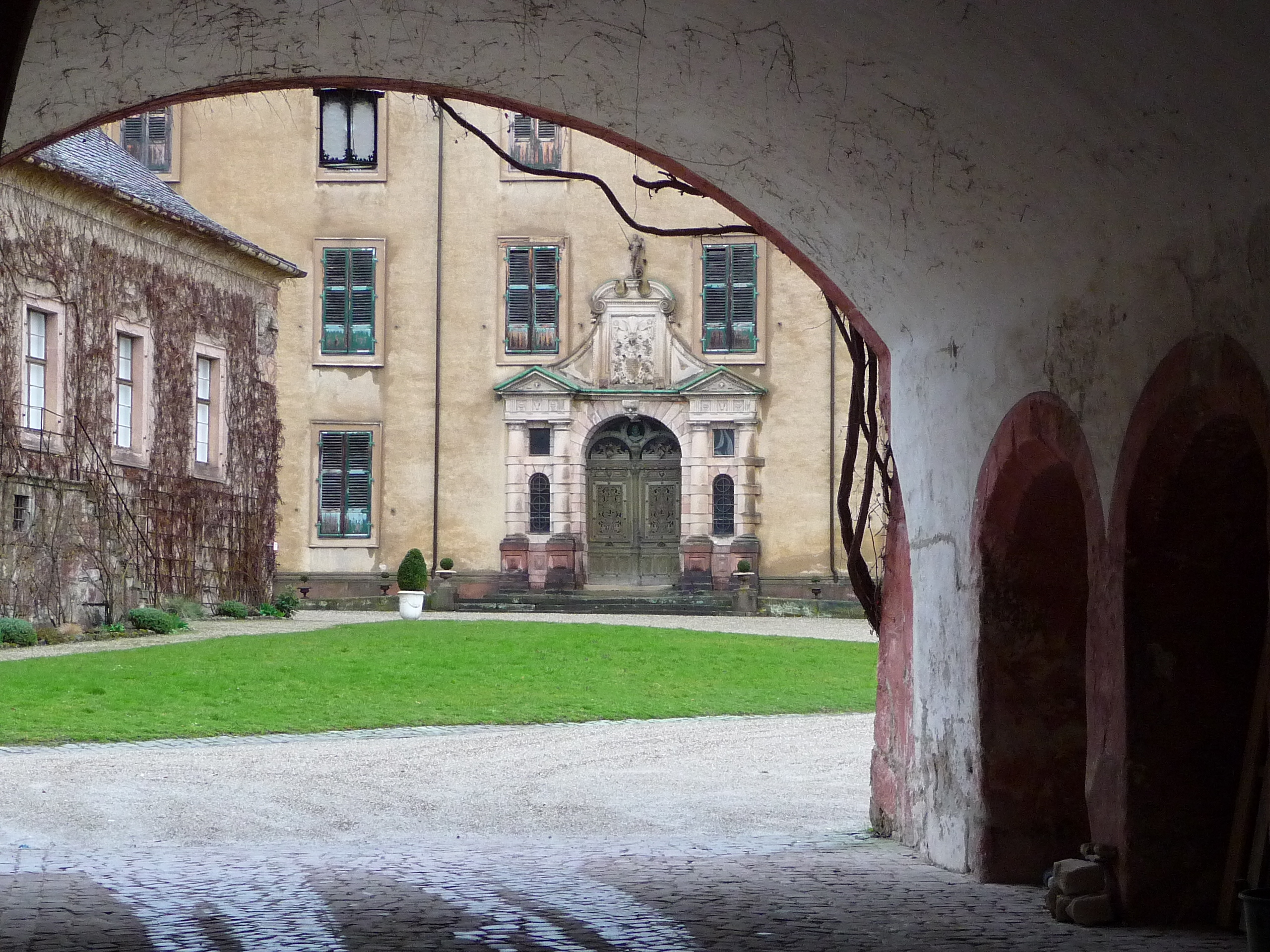
Blick in den Innenhof 2009

1946 richtete das (süd-)badische Kultusministerium in Freiburg mit Unterstützung Berthold von Badens im Neuen Schloss ein badisches historisches Museum ein, das ebenfalls den Namen Zähringermuseum trug (Vorgänger des Wehrgeschichtlichen Museums Rastatt). Nach dem Ende dieses Gemeinschaftsprojekts wurde 1960 das (neue) Zähringermuseum eröffnet, das faktisch bis 1981 bestand. 1995 wurden von Sotheby’s die Sammlungen der Familie und große Teile des Inventars unter großem Medieninteresse versteigert (Markgrafenauktion).
Nach dem Verkauf durch die Familie von Baden im Oktober 2003 ging das Schloss in den Besitz der kuwaitischen Firmengruppe Al-Hassawi über. Die Geschäftsfrau Fawzia al-Hassawi, Tochter des Firmengründers, entwickelte Pläne für eine neue Nutzung – vom Luxushotel bis hin zum Feriendomizil für ihre Familie.
Im April 2010 erteilte die Stadt Baden-Baden die Genehmigung für den Umbau des Neuen Schlosses in ein Luxushotel mit 130 Zimmern, das ursprünglich 2013 eröffnet werden sollte. Die Umbauarbeiten, die mit rund 90 Millionen Euro veranschlagt waren, begannen im Sommer 2010. In der weiteren Folge gab es immer wieder Unterbrechungen, unter anderem wegen des von den neuen Betreibern geplanten Baus von Eigentumswohnungen in einem Neubauflügel im Schlosspark und der relativ späten Präsentation eines Betreibers, die die Stadtverwaltung zur Bedingung für eine Baugenehmigung des Zusatzbaus gemacht hatte. Ende 2012 wurde bekannt gegeben, dass der amerikanische Hotelkonzern Hyatt diese Rolle übernehmen würde. Mitte 2014 wurden erneut geänderte Pläne öffentlich: Der Eröffnungstermin wurde auf 2018 verlegt, die angestrebte Zimmerzahl auf 146 erhöht. Der Verkauf der 16 Eigentumswohnungen sollte zur Refinanzierung des Hotel-Umbaus dienen. Nach mehreren Jahren Stillstand beim Bau und Zweifeln an der Finanzierbarkeit des Projekts beschloss der Baden-Badener Gemeinderat am 21. Februar 2022 die endgültige Aufhebung des Bebauungsplans.

## Nachweise
1. ↑  Ulrich Coenen: Von Aquae bis Baden-Baden – Die Baugeschichte der Stadt und ihr Beitrag zur Entwicklung der Kurarchitektur. Verlagshaus Mainz, Aachen, Mainz 2008, ISBN 978-3-8107-0023-0, S. 95 ff.
2. ↑  Residenzschloss Rastatt – Meilensteine. Staatliche Schlösser und Gärten Baden-Württemberg, abgerufen am 31. Juli 2019.
3. ↑  Zitat bei Baedeker-Reiseführer Die Rheinlande, 30. Auflage, Leipzig 1905; S. 80 f., dort auch Informationen zu Öffnungszeiten und Eintrittspreis.
4. ↑  Badisches Gesetz über das Domänenvermögen 1919
5. ↑  Sotheby’s: About us (Memento des Originals vom 27. November 2015 im Internet Archive)  Info: Der Archivlink wurde automatisch eingesetzt und noch nicht geprüft. Bitte prüfe Original- und Archivlink gemäß Anleitung und entferne dann diesen Hinweis., abgerufen am 28. März 2013
6. ↑  Vgl. Ausverkauf Haus Baden. Es begann mit dem Neuen Schloss (Memento vom 22. Januar 2008 im Internet Archive). In: Stuttgarter Zeitung online vom 18. Oktober 2007
7. ↑  Vgl. Baden-Baden. Die neue Schlossherrin. In: manager-magazin.de vom 19. April 2007
8. ↑  Stadt Baden-Baden: Umbaupläne für Neues Schloss genehmigt (Memento vom 1. Mai 2010 im Internet Archive)
9. ↑  Dagmar Lange: Hyatt-Hotel im Neuen Schloss. In: Immobilien Zeitung. 5. Juni 2014, abgerufen am 14. September 2016 (Registrierung erforderlich.).
10. ↑  Neue Schloss Baden-Baden: Gemeinderat ebnet Neuanfang. Archiviert vom Original (nicht mehr online verfügbar) am 11. März 2022; abgerufen am 27. Dezember 2023.  Info: Der Archivlink wurde automatisch eingesetzt und noch nicht geprüft. Bitte prüfe Original- und Archivlink gemäß Anleitung und entferne dann diesen Hinweis.

Koordinaten: 48° 45′ 52″ N, 8° 14′ 30″ O